# Saint-Pierre-de-Belleville
Saint-Pierre-de-Belleville ist eine Gemeinde in den Savoyen in Frankreich. Sie gehört zur Region Auvergne-Rhône-Alpes, zum Département Savoie, zum Arrondissement Saint-Jean-de-Maurienne und zum Kanton Saint-Pierre-d’Albigny. Sie grenzt im Westen und im Norden an Saint-Alban-d’Hurtières, im Nordosten an Argentine, im Osten an Épierre, im Südosten an Saint-Léger, im Süden an Saint-Rémy-de-Maurienne und im Südwesten an Presle.

## Bevölkerungsentwicklung
| Jahr                       | 1962 | 1968 | 1975 | 1982 | 1990 | 1999 | 2008 | 2014 | 2021 |
| -------------------------- | ---- | ---- | ---- | ---- | ---- | ---- | ---- | ---- | ---- |
| Einwohner                  | 132  | 128  | 119  | 127  | 127  | 117  | 159  | 172  | 177  |
| Quellen: Cassini und INSEE |      |      |      |      |      |      |      |      |      |